# Шутов, Семён Иванович
 Семён Ива́нович Шу́тов  (19 июля 1911 — 14 сентября 1983) — командир взвода 1109-го стрелкового полка (330-я стрелковая дивизия, 50-я армия, 2-й Белорусский фронт), старший сержант. Герой Советского Союза.

## Биография
Родился 19 июля 1911 года в селе Стёпаново в крестьянской семье. Окончил 4 класса сельской школы. Работал в колхозе. В 1933 году призван в Красную Армию Вачским РВК Горьковской области и направлен в полковую школу. В связи с тяжёлым материальным положением семьи в конце года был уволен в запас. Вернувшись в родную деревню, работал плотником.

#### Великая Отечественная война
В июне 1941 года был вновь призван в Красную Армию. Артиллерист Шутов участвовал в обороне Москвы, сражался на подступах к Туле.
Особо отличился в период наступательных действий за освобождение Белоруссии в июне 1944 года. В бою 23 июня лично работая за наводчика уничтожил автомашину противника. При форсировании реки Днепр первым переправил свои пушки на правый берег, открыв огонь по засевшим в деревне Селец (под городом Могилёвом) гитлеровцам, обеспечил переправу подразделений полка. 29 июня взвод Шутова форсировал реку Друть. В бою на захваченном плацдарме Шутов, заменив вышедшего из строя наводчика, лично уничтожил вражеский танк и бронетранспортёр. Гитлеровцы, неся большие потери, отступили. Захват населённого пункта Городище (Кличевский район, Могилёвская область), обеспечил возможность переправляться остальным подразделениям полка.
Указом Президиума Верховного Совета СССР от 24 марта 1945 года за образцовое выполнение боевых заданий Командования на фронте борьбы с немецкими захватчиками и проявленные при этом отвагу и геройство старшему сержанту Шутову Семену Ивановичу присвоено звание Героя Советского Союза с вручением ордена Ленина и медали «Золотая Звезда».
За отличия в боях за город и крепость Кёнигсберг, обеспечение огневых точек батарей прямой наводки боеприпасами, 5—9 апреля 1945 года командир взвода старшина Шутов был награждён орденом Красного Знамени.
24 июня 1945 года Семён Иванович Шутов участвовал в историческом Параде Победы на Красной площади в Москве.

#### Послевоенное время
После демобилизации в 1945 году вернулся в родную деревню, работал в колхозе плотником, а затем в Казаковской артели металлистов. В 1960 году переехал в Павлово, трудился на хозяйственных должностях, сначала на автобусном заводе, затем на заводе нестандартизированного оборудования. В 1969 году стал персональным пенсионером союзного значения.
Умер 14 сентября 1983 года. Похоронен на Центральном кладбище в городе Павлово.

## Награды
- Медаль «Золотая Звезда» (24.03.1945)[3];
- орден Ленина (24.03.1945);
- орден Красного Знамени (02.06.1945)[4];
- два ордена Красной Звезды (20.09.1944[5]; 02.05.1945[6]);
- медаль «За отвагу» (21.10.1943)[7];
- медаль «За боевые заслуги» (22.07.1942)[8].

## Память
- В городе Павлово Нижегородской области в честь него названа одна из улиц города.
- В городе Павлово на ул. Куйбышева расположена Аллея Героев, где находятся 18 стел из черного мрамора, среди которых есть Шутов С.И.
- В городе Павлово у главной проходной Павловского автобусного завода установлена мемориальная доска.
- Имя Героя увековечено на мемориале в посёлке Вача Нижегородской области.
- В с. Казаково Вачского района Нижегородской области на здании предприятия художественных промыслов установлена мемориальная доска.
- В д. Степаново Вачского района Нижегородской области установлен мемориал земляку.